# Noir (William-Control-Album)
Noir ist das zweite Studioalbum der US-amerikanischen Electronica-Band William Control.

## Entstehung
Wil Francis und Zombie Nicholas (Nick Wiggins) arbeiteten nach dem Debütalbum Hate Culture wieder mit Kenneth Fletcher von Aiden sowie Stephen Jeffreys zusammen am zweiten Album. Francis, Nicholas und Fletcher schrieben zusammen Vorspiel. Jeffreys steuerte den mehr als zehnminütigen Epilogue bei. Zusammen mit Luke Barnes entstand das dem Album seinen Titel gebende Noir. Can’t Help Falling in Love ist eine Coverversion des Hits von Elvis Presley. Alle anderen Titel schrieben Francis und Wiggins. I’m Only Human Sometimes spielt auf den Roman und den Film So finster die Nacht an; Dorian Gray erzählt die gleichnamige Geschichte aus der Sicht des Protagonisten des Romans von Oscar Wilde.
Das Album wurde in den Sleepy Hollow Studios in der Nähe von San Francisco von der Band selbst aufgenommen und produziert.
Drei Wochen vor der Veröffentlichung des Albums wurde I’m Only Human Sometimes als Single ausgekoppelt. Die Plattenfirma Victory Records, die auch Fan-Merchandise vertreibt, legte dem Album bei Vorbestellung ein Paar Unisex-Unterhosen mit aufgedrucktem Logo der Band bei.

## Titelliste
| Titel                                                   | Länge |
| ------------------------------------------------------- | ----- |
| Une Annonce                                             | 1:24  |
| Vorspiel                                                | 1:06  |
| All Due Restraint                                       | 3:09  |
| I’m Only Human Sometimes                                | 3:30  |
| Can’t Help Falling in Love                              | 3:22  |
| Why Dance with the Devil, When You Have Me?             | 4:10  |
| My Lady Dominate                                        | 4:02  |
| Soliloquy                                               | 3:56  |
| Dorian Gray featuring Ashley Costello, and Jeffree Star | 3:47  |
| Ultrasound                                              | 2:53  |
| Noir                                                    | 2:32  |
| Epilogue                                                | 11:22 |

## Rezeption
Faye Lewis von Online-Magazin Rocksound.tv vergibt 7 von 10 Punkten, vergleicht Soliloquy mit Leonard Cohen und meint zu dem Elvis-Cover: „When William decides to cover Elvis’ Can’t Help Falling In Love however there’s a distorted cluttering of acoustic overload amidst the electronica infused tracks obscuring the better moments.“(„Jedoch mit William’s Entscheidung Can’t Help Falling in Love von Elvis zu covern hört man eine verzerrte Polterei von akustischem Übersteuern mitten in den elektronisch beeinflussten, die die besseren Momente verdunkeln.“)
Jason Pettigrew von Alternative Press vergibt 3,5 von 5 Sternen und urteilt; „Noir, the second installment in the Control canon, finds Francis abusing his hard drive with distortion (Vorspiel) and big club beats (All Due Restraint)“ (Bei „Noir, der zweite Installation im Kanon von Control, findet man Francis beim Missbrauch seiner Festplatte mit Verzerrung (Vorspiel) und kräftigen Clubbeats (All Due Restraint)“).